# Amarbhumi
Amarbhumi (nepalski: अमरभुमी) – gaun wikas samiti w zachodniej części Nepalu w strefie Dhawalagiri w dystrykcie Baglung. Według nepalskiego spisu powszechnego z 2011 roku liczył 563 gospodarstwa domowe i 2479 mieszkańców (1425 kobiet i 1054 mężczyzn).